# Decasséguis brasileiros
Os decasséguis brasileiros constituem o quarto maior contingente de estrangeiros residente no Japão. De acordo com o Ministério da Justiça do Japão, em 2017, há cerca de 185.967 mil brasileiros vivendo no Japão em condições legais. Essa comunidade já foi muito maior, mas nos últimos anos tem ocorrido um expressivo retorno ao Brasil devido à crise econômica que atingiu o Japão em 2008. Três anos depois, em 2011, houve uma forte queda no número de brasileiros residentes no Japão influenciada pelo terremoto seguido de um tsunami que destruiu partes litorâneas de cidades no nordeste do país, agravando a situação econômica que vinha se estabilizando desde a crise de 2008. Além da crise financeira no Japão, nesse mesmo período o Brasil mostrava-se mais forte economicamente, atraindo pessoas do mundo inteiro e isso influenciou milhares de decassséguis a retornar ao Brasil até o ano de 2013 quando reduziu a quantidade de brasileiros que deixavam o Japão. Atualmente, 2016, novamente, muitos brasileiros querem retornar ou mudar para o Japão devido à crise no Brasil e uma estabilidade mais segura no Japão.
Os brasileiros no Japão constituem a terceira maior comunidade de brasileiros vivendo fora do Brasil e a quarta maior vivendo no Japão.

## Significado de decasségui
O verbete decasségui (出稼ぎ) é utilizado no Japão para designar todos trabalhadores estrangeiros residentes no Japão, tenham ou não ascendência japonesa. Os japoneses que migraram de províncias distantes para trabalhar nos grandes centros - como Tóquio e Osaka - também são chamados de decasséguis. Traduzindo para português, decasségui equivale a trabalhador migrante.

## Histórico
No início do século XX, milhares de japoneses emigraram para outros países em busca de uma vida melhor. No caso do Brasil, a imigração japonesa começou em 1908 e praticamente cessou na década de 1960. Formou-se então, no Brasil, a maior comunidade de japoneses e descendentes de japoneses que vive fora do Japão.
A partir do fim dos anos 80, ocorreu uma inversão do fluxo migratório entre o Brasil e o Japão. Os brasileiros descendentes de japoneses, seus cônjuges com ou sem ascendência japonesa e seus filhos passaram a imigrar para o Japão à procura de melhores condições financeiras. O Brasil vivia a década perdida, com inflação galopante e desemprego em alta, ao passo que a economia japonesa se expandia e necessitava de mão de obra. 
Com necessidade de mão-de-obra na década de 1980, o Japão criou leis para facilitar a entrada de trabalhadores estrangeiros. Em junho de 1990, foi editada a "Lei de Controle de Imigração", permitindo que descendentes de japoneses e seus cônjuges (nikkeis, 日系) até a terceira geração (sanseis) pudessem exercer qualquer atividade e com um período de residência relativamente longo. O visto para descendentes de japoneses da quarta geração (yonseis) só é concedido se estes imigraram na companhia dos pais (3ª geração, sanseis).

## Demografia
Os decasséguis brasileiros constituem a terceira maior comunidade de brasileiros vivendo fora do Brasil (depois dos Estados Unidos e do Paraguai)  e a maior comunidade de falantes de português na Ásia, superando as ex-colônias portuguesas como Macau e Goa.
As províncias com mais brasileiros são Aichi, Shizuoka, Gifu, Mie, Saitama, Gunma e  Kanagawa. As cidades com mais brasileiros são Hamamatsu (Shizuoka), Nagoya (Aichi), Oizumi (Gunma), Shizuoka (Shizuoka), Gifu (Gifu) e Saitama (Saitama).
Em 2005, o Ministério da Justiça estimou que 302.000 brasileiros viviam no Japão legalmente. Este número inclui também cônjuges de nipo-brasileiros sem ascendência japonesa.

### Retorno ao Brasil
O Ministério da Justiça estimou que o número de brasileiros vivendo no Japão havia caído de 302 mil em 2005 para 254 mil em 2011. A queda do número de brasileiros residentes no Japão é resultado da crise econômica de 2008-2009, que tornara os empregos escassos, forçando muitos brasileiros a retornarem ao Brasil.
Em abril de 2009, devido à grande crise financeira, o governo japonês introduziu um novo programa que iria incentivar os imigrantes latino-americanos a retornarem a seus países de origem. Foi oferecido um subsídio de 3 mil dólares para a passagem aérea e um adicional de  2 mil dólares para cada dependente. Aqueles que aceitassem o programa não poderiam mais retornar ao Japão em busca de emprego no futuro. 
A turbulência financeira mundial e a tragédia do tsunami ocorrida em 2011 provocaram um efeito impactante sobre o fenômeno decasségui. Prova disso são os números divulgados pela imigração japonesa, nos quais se pode constatar a saída forçada de grande contingente de brasileiros do Japão a partir desta data. Fato que se fez acompanhar pela queda drástica da emissão de vistos pelos consulados nipônicos instalados no Brasil.[carece de fontes?]
Segundo o Itamaraty, vivem hoje no Japão 178 mil brasileiros. Esse número reflete a realidade, já que todos os imigrantes estrangeiros são cadastrados pelo governo nipônico.
Acompanhe abaixo a emissão de vistos relativos aos brasileiros no decorrer dos anos, conforme os relatórios do Ministério da Justiça do Japão. Nos números, não estão inclusos os reingressos de pessoas portadoras de reentry que estão dispensados de efetuar procedimentos junto aos consulados nipônicos.
Número de vistos concedidos a brasileiros por ano:
| Conhecimento do idioma japonês dos indivíduos oriundos do Brasil que vivem no Japão. | Conhecimento do idioma japonês dos indivíduos oriundos do Brasil que vivem no Japão. | Conhecimento do idioma japonês dos indivíduos oriundos do Brasil que vivem no Japão. | Conhecimento do idioma japonês dos indivíduos oriundos do Brasil que vivem no Japão. | Conhecimento do idioma japonês dos indivíduos oriundos do Brasil que vivem no Japão. |                                 |
| Geração                                                                              | Grau de conhecimento de japonês                                                      | Grau de conhecimento de japonês                                                      | Grau de conhecimento de japonês                                                      | Grau de conhecimento de japonês                                                      | Grau de conhecimento de japonês |
| Geração                                                                              | Nenhum                                                                               | Pouco                                                                                | Regular                                                                              | Alto                                                                                 | Muito alto                      |
| ------------------------------------------------------------------------------------ | ------------------------------------------------------------------------------------ | ------------------------------------------------------------------------------------ | ------------------------------------------------------------------------------------ | ------------------------------------------------------------------------------------ | ------------------------------- |
| Japoneses natos                                                                      | 0%                                                                                   | 0%                                                                                   | 0%                                                                                   | 82%                                                                                  | 18%                             |
| Filhos                                                                               | 11%                                                                                  | 19%                                                                                  | 29%                                                                                  | 21%                                                                                  | 20%                             |
| Netos                                                                                | 21%                                                                                  | 29%                                                                                  | 23%                                                                                  | 15%                                                                                  | 12%                             |
| Bisnetos e posteriores                                                               | 72%                                                                                  | 0%                                                                                   | 0%                                                                                   | 0%                                                                                   | 28%                             |

- 2008 - 13.658
- 2009 - 1.753
- 2010 - 3.606
- 2011 - 3.620

Número de residentes brasileiros no Japão:
- 2008 - 312.582
- 2009 - 267.456
- 2010 - 230.552
- 2011 - 210.032
- 2012 - 209.967
- 2013 - 185.644
- 2014 - 177.953
- 2016 - 180.923
- 2017 - 185.967

### Origem étnica e língua
A maioria dos brasileiros residentes no Japão são descendentes de japoneses por parte de pai e mãe (53% dos homens e 51% das mulheres), enquanto que 29% e 28% dos homens e mulheres, respectivamente, têm só um dos pais de origem japonesa. Os restantes 18% dos homens e 21% das mulheres não têm origem japonesa, sendo cônjuges de descendentes, o que permite a residência no Japão. Quase todos os descendentes têm origem japonesa recente: 52,8% dos homens e 51,1% das mulheres são japoneses ou têm pais japoneses e 45,1% dos homens e 47,9% das mulheres têm os avós nascidos no Japão.
A maioria não tem bom conhecimento do idioma japonês. Somente 20,8% dos homens e 14,4% das mulheres declararam falar bem o japonês.

## Trabalho

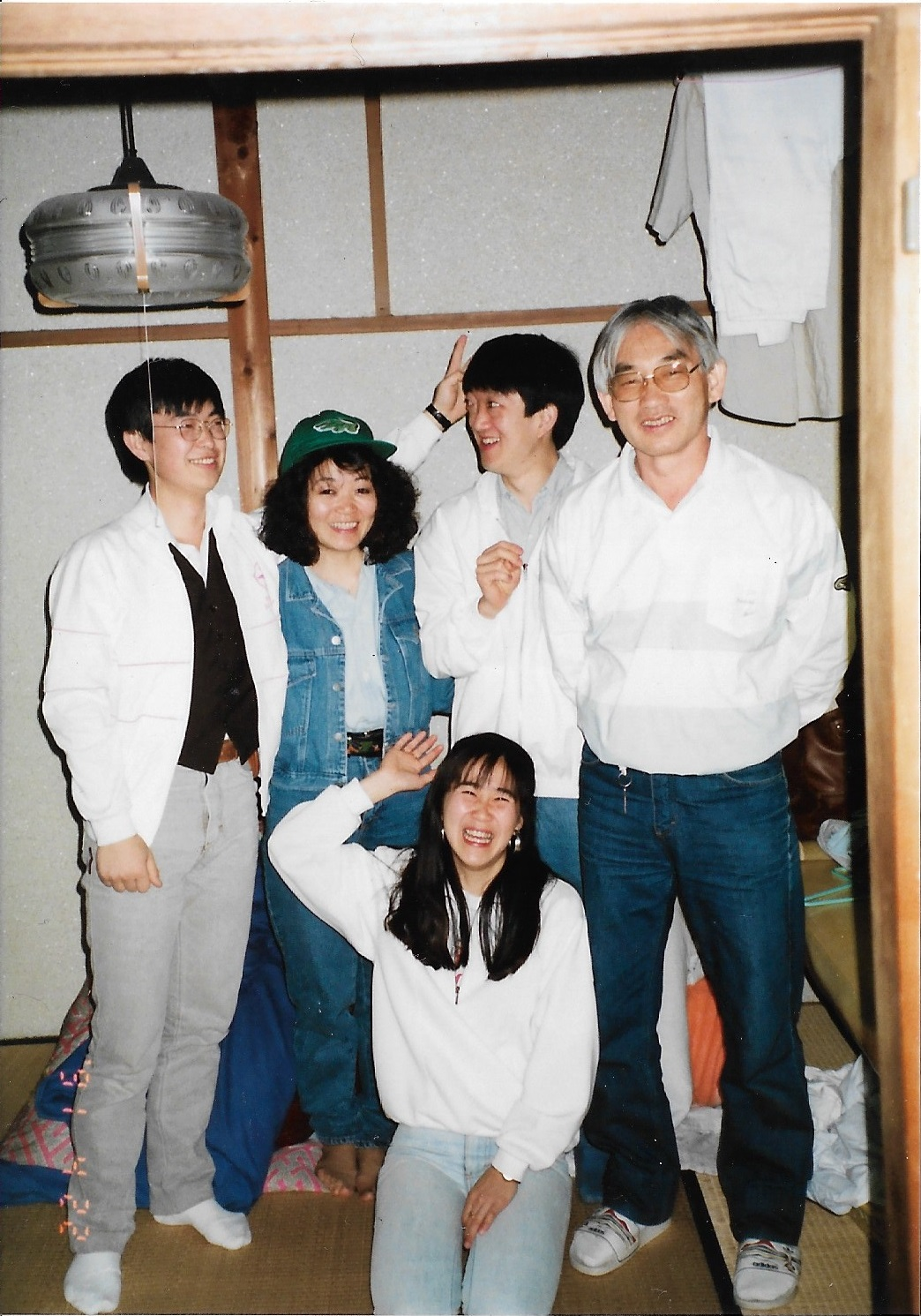
Primeira turma de dekasseguis brasileiros massoterepeutas

A maior parte dos imigrantes no Japão vão recrutados por agências de empregos, legais ou ilegais.
Considerável número de brasileiros residentes no Japão tem alta escolaridade, com cursos técnico e superior, mas não tem fluência no idioma japonês, portanto, é geralmente empregado como operário em fábricas, executando tarefas consideradas "pesadas, perigosas e sujas" pelos japoneses. Os maiores empregadores são as fábricas que vendem serviços para as indústrias de automóvel e eletrônicos.
Muito raramente um decasségui brasileiro é empregado em altos cargos de uma grande empresa japonesa, recebendo salários e benefícios comuns aos japoneses deste nível, em primeiro lugar devido às dificuldades com o idioma japonês, em segundo o diploma do Brasil não é válido no Japão, com exceção dos diplomas profissionais obtidos na América do Norte e União Europeia. Muitos brasileiros são submetidos a jornadas exaustivas de trabalho, ganhando salários pequenos para o padrão de vida japonês..

## Importância econômica
No ano de 2002, os brasileiros residentes no Japão mandaram para o Brasil 2,5 bilhões de dólares. O Ministério da Justiça estimou em 2005 que os decasséguis brasileiros enviem anualmente para o Brasil entre 1,5 e 2 bilhões de dólares.
Estes valores chegam a superar a quantidade de divisas obtidas pelo Brasil com a exportação de café.

## Identidade cultural
No Japão, muitos brasileiros sofrem preconceito por não saberem falar bem a língua japonesa. Apesar de a maioria deles ter uma aparência física japonesa, eles são culturalmente brasileiros. Normalmente, só falam o português e são tratados como estrangeiros.
Por causa de sua ascendência japonesa, o governo japonês acreditava que os brasileiros seriam mais facilmente integrados na sociedade japonesa, porém, essa fácil integração não aconteceu, uma vez que os nipo-brasileiros e seus filhos nascidos no Japão foram tratados como qualquer outro estrangeiro, consequentemente, não recebem tratamento diferenciado por parte dos japoneses.
Um número significativo de nipo-brasileiros vivem isolados dentro da comunidade brasileira, totalmente à parte da sociedade japonesa. Muitos acabam retornando ao Brasil, e até buscando apoio psicológico.
Atualmente, há uma grande variedade de empresas tendo os brasileiros residentes no Japão como público alvo. Dentre elas, redes de TV brasileira, portais web em português, agências de publicidade, escolas, supermercados, restaurantes, bares, lojas de roupas e lojas de carros brasileiros. Nos últimos anos, surgiram diversos influenciadores digitais na internet, através de fotos e principalmente em vídeos, contando e mostrando como é o Japão sob o ponto de vista dos brasileiros residentes no país, suas características, curiosidades, cultura, além de mostrarem os típicos produtos e alimentos do país.
Há também nipo-brasileiros que estão fincando suas raízes no Japão. O número de brasileiros comprando a casa própria no Japão é expressivo. São brasileiros que já têm estabilidade no emprego, estrutura familiar e identificação com o Japão, e que pretendem se integrar e morar definitivamente no Japão.
Em comemoração aos 30 anos da chegada dos decasséguis brasileiros ao Japão, a rede de TV estatal do Japão, a NHK, exibiu o programa 'Nós Não Somos Gaijin!', no dia 11 de Fevereiro de 2021, com legendas em português. Apresentado através da narração de Tamae Ondo e da atuação de Issey Ogata que faz um monólogo contando as experiências e situações vividas pelos brasileiros no país, desde 1990 até 2020, cujas histórias são baseadas em fatos reais. A apresentação foi feita diante do público, composta tanto por brasileiros quanto por japoneses, no conjunto habitacional Kyuban Danchi, em Nagoia.